# Lago Wheeler
El Lago Wheeler (Wheeler Lake en inglés) es un lago y embalse artificial de los Estados Unidos. Está situado en el río Tennessee, entre las ciudades de Rogersville y Huntsville, en el estado de Alabama. Formado por el agua recogida por la Presa Wheeler, se extiende 96.5 kilómetros detrás de la presa en una superficie de 272 km² es el segundo lago más grande de Alabama.

El lago y la presa se denominan así por el general Joseph "Joe" Wheeler.